# Raphaèle Bouchard
Pour les articles homonymes, voir Bouchard.
Raphaèle Bouchard née le 4 novembre 1979 est une actrice française. Elle est principalement connue pour ses rôles au théâtre et pour avoir interprété, de 2016 à 2018, le lieutenant Camille Chatenet dans la série télévisée Section de recherches.

## Biographie
En 1998, elle obtient un baccalauréat en littéraire option anglais et espagnol. De 1997 à 2001, elle étudie au Cours Florent, de 2001 à 2003 à l'école du Studio d’Asnières et de 2003 à 2006 au Conservatoire national supérieur d'art dramatique.

## Théâtre
- 2011 : Suréna de Corneille, mise en scène de Brigitte Jaques-Wajeman, Théâtre de la Ville[3].
- 2020 : Phèdre de Jean Racine, mise en scène de Brigitte Jaques-Wajeman, Théâtre des Abbesses[4]
- 2023 : La Mouette d'Anton Tchekhov, mise en scène de Brigitte Jaques-Wajeman, Théâtre des Abbesses[5]

## Filmographie

### Cinéma

#### Longs métrages
- 1995 : La Cité des enfants perdus de Marc Caro et Jean-Pierre Jeunet : Miette
- 2005 : Zim and Co. de Pierre Jolivet : l'employée de "Sport-In"
- 2010 : La Robe du soir de Myriam Aziza : Charlotte
- 2023 : Le Voyage en pyjama de Pascal Thomas : l'infirmière

#### Courts métrages
- 2010 : Je pourrais être votre grand-mère de Bernard Tanguy : la branchée street art
- 2012 : Ad Nauseam d'Aurore Paris : Anas
- 2022 : 1432 d'Alix Poisson : Sonia

### Télévision

#### Séries et téléfilms
- 1992 : Les Compagnons de l'aventure : Les Ouchas (série télévisée) : Jennifer
- 2001 : Baie Ouest (série télévisée créée par François Aramburu, Laëtitia Bartoli et Pascal Fontanille) : Jade
- 2008 : Louis la Brocante de Jacques Rouzet et Pierre Sisser (saison 10, épisode 3 : Louis et la belle brocante) : Michelle
- 2009 : Braquo, série télévisée d'Olivier Marchal (saison 1, épisode 5 : Loin derrière la nuit) : l'infirmière à la préfecture
- 2012 : Louis la Brocante (saison 13, épisode 1 : Louis et les anguilles bleues) : Michelle
- 2013 : RIS police scientifique, série télévisée de Stéphane Kaminka (saison 8, épisode 3 : À bout de course) : Catherine Lerbier
- 2016 - 2018 : Section de recherches (série télévisée) : lieutenant Camille Chatenet (saisons 10 à 12)
- 2019 : Candice Renoir (Saison 7, épisode 2 : L'espoir fait vivre) : Barbara Da Fonseca
- 2022 : Meurtres à Amiens de Vincent Trisolini : Claudia Roussel
- 2025 : L'Art du crime (saison 8, épisode 2 : La Deuxième Odalisque) : Sarah Martin

#### Documentaires
- 2012 : L'espionne qui boîte,  docu-fiction de Robert Kechichian : Germaine Guérin
- 2024 : La traque des nazis - le dernier combat, film documentaire de Caroline Benarrosh : Elizabeth Holtzman

### Clip musical
- 2003 : chanson Prendre racine de Calogero : apparition

### Podcast
- 2021 : Probation, série de Mahi Bena et Cédric Aussir : la JAP